# Laurent Nkunda
Laurent Nkunda (* 6. Februar 1967 als Laurent Nkundabatware Mihigo in Mutanda, Territorium Rutshuru, Demokratische Republik Kongo) ist ein ehemaliger General der kongolesischen Armee und ehemaliger Führer der Rebellengruppe Nationalkongress zur Verteidigung des Volkes (CNDP). Er galt über mehrere Jahre als einer der gefürchtetsten, aber auch erfolgreichsten Rebellenanführer Afrikas. Ab 2004 befanden sich zeitweise große Landesteile im Osten der DR Kongo unter seiner Kontrolle. Nach seiner Entmachtung wurde er im Januar 2009 von ruandischen Einheiten festgenommen. Internationale Beobachter werfen Nkunda schwere Kriegsverbrechen vor.

## Leben
Laurent Nkundabatware Mihigo wurde 1967 als Sohn eines aus Masisi im Nord-Kivu stammenden Tutsi-Rinderhirten geboren. Er begann bereits in jungen Jahren auf einer Kaffeeplantage in seinem Heimatdorf zu arbeiten. Nach Abschluss der Sekundarschulausbildung studierte er in Kisangani und im ruandischen Mudende einige Semester Psychologie und arbeitete anschließend als Lehrer an einer weiterführenden Schule in Masisi. Nkunda, der neben drei afrikanischen Sprachen auch fließend Englisch und Französisch spricht, gehört nach eigenen Angaben einer Pfingstkirche an und ist Siebenten-Tags-Adventist. Er besitzt drei Farmen mit insgesamt 800 Rindern, ist verheiratet und hat sechs Kinder; sein ältester Sohn kam 1990 zur Welt.

## Militärische Laufbahn
Bereits 1993 kam es im Ostkongo zu ersten tödlichen Übergriffen auf Mitglieder der Volksgruppe der Tutsi. Nkunda schloss sich aus diesem Grunde in jenem Jahr der ruandischen Tutsi-Bewegung Ruandische Patriotische Front (RPF) an und erhielt eine Kampfausbildung im militärischen Trainingslager Gabiro. Die RPF stürzte 1994 im Zuge des Völkermordes in Ruanda die dortige Hutu-Regierung und dominiert das Land seither politisch. Nach diesem Sieg kehrte Nkunda in seine Heimat zurück und kämpfte an der Seite von Laurent-Désiré Kabila und dessen Sohn Joseph Kabila, die 1997 in einem vom Osten der DR Kongo ausgehenden erfolgreichen Bürgerkrieg den langjährigen hutufreundlichen Diktator Joseph-Désiré Mobutu entmachteten.
Im Zweiten Kongokrieg ab 1998 stieg Nkunda in der von Tutsi geführten sowie von Ruanda und Uganda unterstützten Rassemblement Congolais pour la Démocratie (RCD) zum Major auf. Der Gruppierung gelang es im Kampf um Ressourcen und regionalpolitische Einflusssphären gegen die kongolesische Regierung – und damit Nkundas ehemalige Verbündete – zeitweise, große Landesteile im Osten der DR Kongo zu kontrollieren. Mit dem Friedensschluss von Pretoria am 30. Juni 2003, der den Krieg offiziell beendete, sollten die Soldaten der verschiedenen Rebellentruppen in die nationale Armee eingegliedert werden. In dieser beförderte man Laurent Nkunda im Jahre 2004 zum General.

### Rebellion
Er lehnte jedoch bald diesen Posten ab und wandte sich mit loyalen ehemaligen RCD-Truppen gegen die Regierung. Am 2. Juni 2004 verübten seine Truppen einen Angriff auf die Stadt Bukavu in Süd-Kivu und nahmen die Stadt ein. Nkunda rechtfertigte seine Rebellion damit, dass die Tutsi/Banyamulenge in der DR Kongo von einem erneuten Völkermord bedroht seien. Insbesondere unternehme die Regierung zu wenig, um die verbleibenden Milizen von Hutu-Extremisten wie Interahamwe aus Ruanda zu entwaffnen, die nach wie vor im Ostkongo aktiv sind. Daher, so Nkunda, müssten seine Truppen die Bedrohten verteidigen. Unabhängige Beobachter bestätigten, dass es in Bukavu einzelne Angriffe auf Banyamulenge gegeben habe, von einem Genozid könne jedoch keine Rede sein. Es wird ihm vorgeworfen, im Auftrag der Regierung Ruandas zu handeln, während er selbst behauptet, mit Ruanda lediglich „verbündet“ zu sein. Begann die CNDP ihre Laufbahn zunächst als Tutsi-Beschützer, so stießen später auch immer mehr Hutu und unzufriedene Regierungssoldaten zu den Rebellen.
Nach schweren Kämpfen unterzeichnete Nkunda 2007 ein Friedensabkommen, verweigerte jedoch weiterhin die Entwaffnung seiner Truppen, solange die Hutu-Milizen nicht entwaffnet seien.
Im November 2007 einigten sich die Regierungen der DR Kongo und Ruandas auf ein koordiniertes Vorgehen gegen Nkunda. Sie gingen gegen Nkunda vor, wobei sie von den UN-Friedenstruppen logistisch unterstützt wurden. Der dritte Kongokrieg eskalierte erneut. Im Januar 2008 wurde in Goma ein weiteres Friedensabkommen zwischen Rebellen und Regierung geschlossen, aber wiederum gebrochen. In der zweiten Jahreshälfte 2008 wurden in Ostkongo nach Angaben der UN 200.000 Menschen durch die Kämpfe zwischen Nkundas Truppen und der Armee vertrieben. Seit 2007 seien insgesamt zwei Millionen vertrieben worden. Zuletzt gab es im Oktober 2008 schwere Gefechte, als Nkundas Truppen auf die Stadt Goma zumarschierten und auch Teile des Virunga-Nationalparks unter ihre Kontrolle brachten.
Anfang Januar 2009 wurde Nkunda in einem Machtkampf innerhalb der Führung der CNDP von seinem Militärchef Bosco Ntaganda gestürzt. Ntaganda unterzeichnete einen Waffenstillstand und ging gemeinsam mit kongolesischen und ruandischen Regierungstruppen gegen Nkunda vor. Am 22. Januar 2009 wurde Laurent Nkunda auf ruandischem Gebiet festgenommen.

### Kriegsverbrechen
Internationale Beobachter und Augenzeugen machen Laurent Nkunda sowie seine Truppen für zahlreiche Kriegsverbrechen und Verbrechen gegen die Menschlichkeit verantwortlich. Er soll demnach nicht nur einer der erfolgreichsten, sondern auch einer der grausamsten Rebellenführer gewesen sein. So verübten seine Soldaten 2002 beim Einmarsch der RCD in Kisangani ein Massaker an Zivilisten. Zwei Jahre darauf überließ er der Truppe Anfang Juni 2004 die kurz zuvor eingenommene Stadt Bukavu drei Tage lang zur freien Verfügung. In dieser Zeit sollen allein an einem Wochenende 16.000 Einwohnerinnen vergewaltigt worden sein. Im Januar 2008 schließlich exekutierten Nkundas Männer in einem kongolesischen Grenzdorf 30 Männer mit Hammerschlägen, da diese sich einer anderen Kriegspartei zugewandt hatten. Darüber hinaus soll Nkunda für zahlreiche weitere Folterungen und Tötungen verantwortlich sein und zudem hunderte Kindersoldaten rekrutiert haben. Letzteres geht unter anderem aus Berichten von Amnesty International hervor, die besagen, er hätte die Entführung von teilweise Zwölfjährigen angeordnet, um sie anschließend militärisch auszubilden.
Er selbst bestritt die Vorwürfe stets und erklärte unter anderem, dass Vergewaltigungen gegen den CNDP-Kodex verstoßen würden und seine Truppen nie die Intention hätten, Zivilisten zu ermorden. Es könne jedoch nie ausgeschlossen werden, dass einige ins Kreuzfeuer gerieten. Aus diesen Gründen veröffentlichte die Regierung Ruandas 2005 einen Haftbefehl gegen ihn. Ein internationaler Haftbefehl, der einen Prozess gegen Nkunda vor dem Internationalen Strafgerichtshof ermöglichen würde, lag und liegt allerdings nicht vor. Zwar haben die zuständigen Behörden Ermittlungen geführt, konnten ihm jedoch nichts nachweisen.